# Hister quadrimaculatus
Hister quadrimaculatus là một beetle belonging to the Histeridae family.

## Hình ảnh

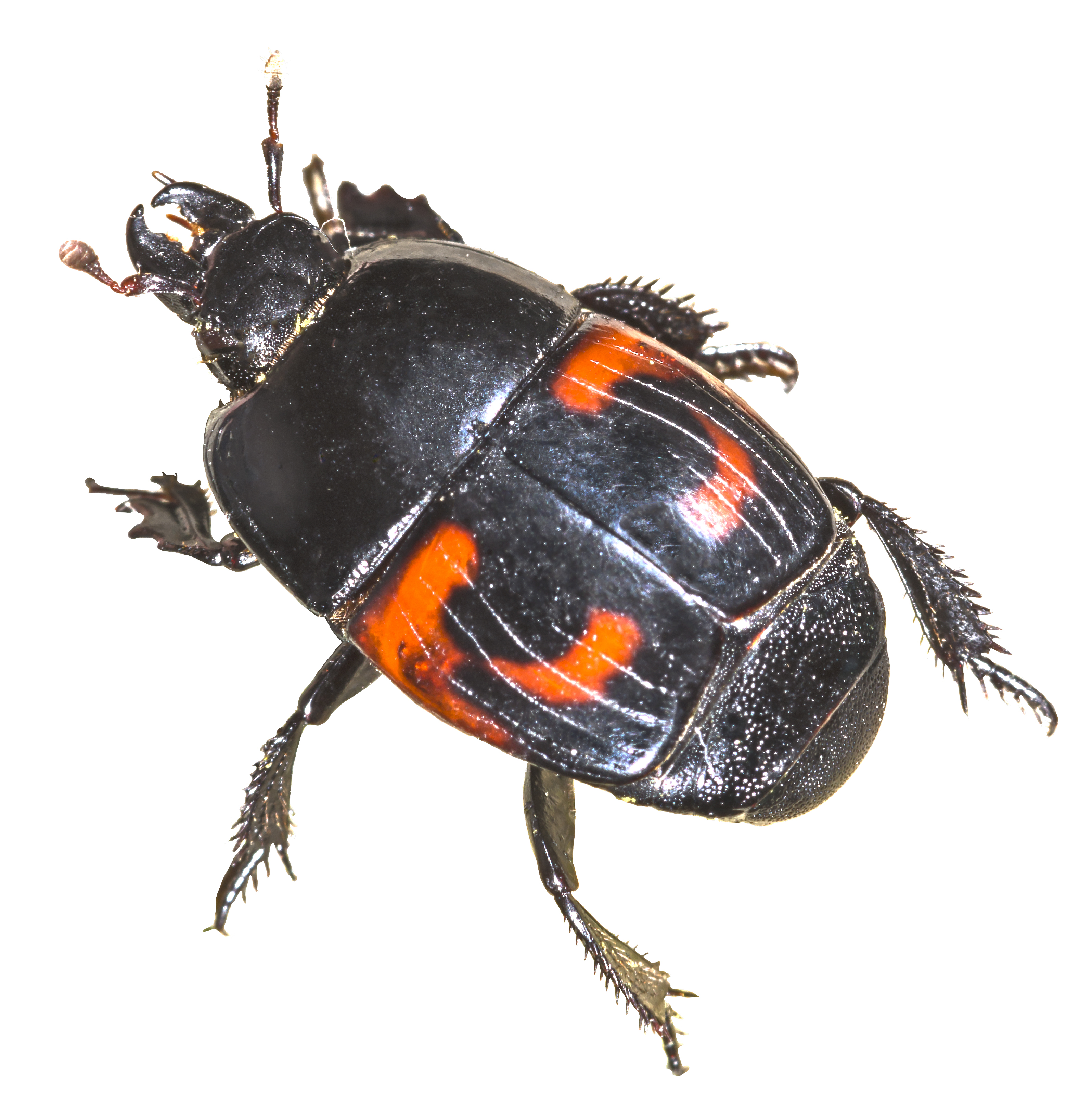
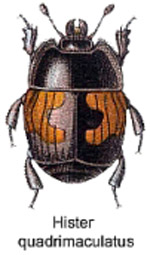